# غوستاف فيشر (مستكشف)
غوستاف فيشر (بالألمانية: Gustav Adolf Fischer)‏ (و. 1848 – 1886 م) هو مستكشف، وطبيب، وعالم طبيعة، وعالم طيور من ألمانيا، والإمبراطورية الألمانية، توفي في برلين، عن عمر يناهز 38 عاماً.